# Canton de Grenoble-2
Pour les articles homonymes, voir Canton de Grenoble.
Le canton de Grenoble-2 est une circonscription électorale française située dans le département de l'Isère et la région Auvergne-Rhône-Alpes.

## Histoire
Le canton de Grenoble-II a été créée par le décret du 2 août 1973 à la suite du démantèlement des anciens cantons de Grenoble-Est, Grenoble-Nord et Grenoble-Sud.
Un nouveau découpage territorial de l'Isère entre en vigueur à l'occasion des élections départementales de 2015. Il est défini par le décret du 18 février 2014, en application des lois du 17 mai 2013 (loi organique 2013-402 et loi 2013-403). Les conseillers départementaux sont, à compter de ces élections, élus au scrutin majoritaire binominal mixte. Les électeurs de chaque canton élisent au Conseil départemental, nouvelle appellation du Conseil général, deux membres de sexe différent, qui se présentent en binôme de candidats. Les conseillers départementaux sont élus pour 6 ans au scrutin binominal majoritaire à deux tours, l'accès au second tour nécessitant 12,5 % des inscrits au 1er tour. En outre la totalité des conseillers départementaux est renouvelée. Ce nouveau mode de scrutin nécessite un redécoupage des cantons dont le nombre est divisé par deux avec arrondi à l'unité impaire supérieure si ce nombre n'est pas entier impair, assorti de conditions de seuils minimaux. Dans l'Isère, le nombre de cantons passe ainsi de 58 à 29. Le canton de Grenoble-2 est agrandi par ce décret.

## Géographie
Ce canton est organisé autour de Grenoble dans l'arrondissement de Grenoble. Son altitude varie de 196 m (Fontanil-Cornillon) à 2 079 m (Sarcenas).

## Représentation

### Représentation avant 2015
| Période | Période | Identité         | Étiquette    | Qualité |
| ------- | ------- | ---------------- | ------------ | --- |
| 1973    | 1982    | Roger Genin      | UDR puis RPR | Médecin, ancien adjoint au maire de Grenoble Ancien conseiller général du Canton de Grenoble-Nord (1962-1973) |
| 1982    | 2008    | Charles Descours | RPR puis UMP | Chirurgien Sénateur (1983-2001)                                                                               |
| 2008    | 2015    | Alain Pilaud     | PS           | Adjoint au maire de Grenoble                                                                                  |

### Représentation après 2015
| Période élective | Période élective | Mandat | Mandat   | Identité                   | Nuance | Nuance | Qualité                                                                                            |
| ---------------- | ---------------- | ------ | -------- | -------------------------- | ------ | ------ | -------------------------------------------------------------------------------------------------- |
| 2015             | 2021             | 2015   | 2021     | Christine Crifo            |        | PS     | Avocate Conseillère générale du canton de Grenoble-5 (2001-2015)                                   |
| 2015             | 2021             | 2015   | 2021     | Pierre Ribeaud             |        | PS     | Cadre du secteur privé Député (2015-2017) Conseiller général du canton de Saint-Égrève (1998-2015) |
| 2021             | 2028             | 2021   | en cours | Jérôme Cucarollo           |        | EELV   | Gérant d'une coopérative                                                                           |
| 2021             | 2028             | 2021   | en cours | Eléonore Kazazian-Balestas |        | DVG    | Élève-avocate, conseillère municipale de Saint-Egrève                                              |

### Résultats détaillés

#### Élections de mars 2015
À l'issue du 1er tour des élections départementales de 2015, deux binômes sont en ballottage : Christine Crifo et Pierre Ribeaud (Union de la Gauche, 29,55 %) et Nathalie Beranger et Stéphane Dupont-Ferrier (Union de la Droite, 26 %). Le taux de participation est de 49,45 % (15 053 votants sur 30 441 inscrits) contre 49,24 % au niveau départemental et 50,17 % au niveau national.
Au second tour, Christine Crifo et Pierre Ribeaud (Union de la Gauche) sont élus avec 57,05 % des suffrages exprimés et un taux de participation de 48,01 % (7 788 voix pour 14 617 votants et 30 443 inscrits).

#### Élections de juin 2021
Le premier tour des élections départementales de 2021 est marqué par un très faible taux de participation (33,26 % au niveau national). Dans le canton de Grenoble-2, ce taux de participation est de 36,61 % (11 167 votants sur 30 501 inscrits) contre 31,88 % au niveau départemental. À l'issue de ce premier tour, deux binômes sont en ballottage : Jérôme Cucarollo et Eléonore Kazazian-Balestas (Union à gauche avec des écologistes, 42,25 %) et Stéphane Dupont-Ferrier et Dominique Spini Alim (DVD, 23,29 %).
Le second tour des élections est marqué une nouvelle fois par une abstention massive équivalente au premier tour. Les taux de participation sont de 34,36 % au niveau national, 32,23 % dans le département et 37,51 % dans le canton de Grenoble-2. Jérôme Cucarollo et Eléonore Kazazian-Balestas (Union à gauche avec des écologistes) sont élus avec 58,97 % des suffrages exprimés (6 418 voix pour 11 441 votants et 30 505 inscrits),,. 

## Composition

### Composition de 1973 à 2015
Lors de sa création en 1973, le canton de Grenoble-I comprenait la portion du territoire de Grenoble déterminée :
- au Nord, par la limite de la commune de Saint-Martin-le-Vinoux comprise entre l'axe de la rivière l'Isère et la limite du canton de Grenoble-I ;
- à l'Est par la limite du canton de Grenoble-I jusqu'à l'intersection de l'avenue Jean-Perrot avec l'ancienne ligne de chemin de fer Grenoble — Chambéry ;
- au Sud, par l'ancienne ligne de chemin de fer Grenoble — Chambéry comprise entre l'avenue Jean-Perrot et la rue de Stalingrad ;
- à l'Ouest, par une ligne partant de la limite de la commune de Saint-Martin-le-Vinoux et l'axe des voies ci-après : rivière l'Isère, pont de la Porte-de-France, place de la Bastille [devenue place Hubert-Dubedout en 1986], boulevard Gambetta, place Gustave-Rivet, rue de Stalingrad (jusqu'à son intersection avec l'ancienne ligne de chemin de fer Grenoble — Chambéry).

### Composition depuis 2015
| Nom                              | Code Insee | Intercommunalité         | Superficie (km2) | Population (dernière pop. légale)                 | Densité (hab./km2) | Modifier                                    |
| -------------------------------- | ---------- | ------------------------ | ---------------- | ------------------------------------------------- | ------------------ | ------------------------------------------- |
| Grenoble (bureau centralisateur) | 38185      | Grenoble-Alpes Métropole | 18,13            | Fraction : 20 281 (2022) Commune : 156 389 (2022) | 8 626              | modifier les données · modifier les données |
| Fontanil-Cornillon               | 38170      | Grenoble-Alpes Métropole | 5,50             | 3 410 (2022)                                      | 620                | modifier les données · modifier les données |
| Mont-Saint-Martin                | 38258      | Grenoble-Alpes Métropole | 5,31             | 93 (2022)                                         | 18                 | modifier les données · modifier les données |
| Proveysieux                      | 38325      | Grenoble-Alpes Métropole | 20,37            | 519 (2022)                                        | 25                 | modifier les données · modifier les données |
| Quaix-en-Chartreuse              | 38328      | Grenoble-Alpes Métropole | 18,09            | 926 (2022)                                        | 51                 | modifier les données · modifier les données |
| Saint-Égrève                     | 38382      | Grenoble-Alpes Métropole | 10,88            | 17 930 (2022)                                     | 1 648              | modifier les données · modifier les données |
| Saint-Martin-le-Vinoux           | 38423      | Grenoble-Alpes Métropole | 10,06            | 5 957 (2022)                                      | 592                | modifier les données · modifier les données |
| Sarcenas                         | 38472      | Grenoble-Alpes Métropole | 7,76             | 250 (2022)                                        | 32                 | modifier les données · modifier les données |
| Canton de Grenoble-2             | 3810       |                          |                  | 49 366 (2022)                                     |                    | modifier les données                        |

Le canton de Grenoble-2 est désormais composé de :
1. sept communes entières,
2. la partie de la commune de Grenoble située au nord de l'Isère ainsi qu'à l'intérieur du périmètre défini par l'axe des voies et limites suivantes : depuis la limite territoriale de la commune de Saint-Égrève, cours de l'Isère, place Hubert-Dubedout, cours Jean-Jaurès, cours Berriat, cours Lafontaine, place du Docteur-Léon-Martin, place Vaucanson, rue Condillac, rue de l'Abbé-de-la-Salle, rue de l'Alma, rue Joseph-Chanrion, rue Auguste-Prudhomme, avenue Saint-Roch, rue Saint-Ferjus, pont du Sablon, jusqu'à la limite territoriale de la commune de La Tronche.

## Démographie

### Démographie avant 2015
| 1975 | 1982 | 1990   | 1999   | 2006   | 2011   | 2012   |
| ---- | ---- | ------ | ------ | ------ | ------ | ------ |
| -    | -    | 24 003 | 24 836 | 24 169 | 24 251 | 24 487 |

### Démographie depuis 2015
En 2022, le canton comptait 49 366 habitants, en évolution de +6,03 % par rapport à 2016 (Isère : +3,07 %, France hors Mayotte : +2,11 %).
| 2013   | 2018   | 2022   |
| ------ | ------ | ------ |
| 44 209 | 46 125 | 49 366 |